# World Team Cup 2000
La World Team Cup 2000 est la 23e édition de l'épreuve. Huit pays participent à la phase finale. Le tournoi, qui commence le 21 mai 2000 au Rochusclub, se déroule à Düsseldorf, en Allemagne .

## Matchs de poule
L'équipe en tête de chaque poule se voit qualifiée pour la finale.

### Groupe bleu
| Slovaquie - Dominik Hrbatý - Karol Kučera - Ján Krošlák | Allemagne - Tommy Haas - Rainer Schüttler - David Prinosil | Suède - Magnus Norman - Mikael Tillström - Thomas Enqvist - Nicklas Kulti | États-Unis - Pete Sampras - Vincent Spadea - Jared Palmer - Alex O'Brien |

#### Classements
| #   | Équipe victorieuse | Adversaire | Score |
| 1er | Allemagne          | Suède      | 2 - 1 |
| 2e  | Slovaquie          | États-Unis | 2 - 1 |
| 3e  | Allemagne          | États-Unis | 2 - 1 |
| 4e  | Suède              | Slovaquie  | 2 - 1 |
| 5e  | Suède              | États-Unis | 2 - 1 |
| 6e  | Slovaquie          | Allemagne  | 2 - 1 |

| #   | Pays       | Points | Matchs | Sets    |
| --- | ---------- | ------ | ------ | ------- |
| 1re | Slovaquie  | 2 - 1  | 5 - 4  | 12 - 10 |
| 2e  | Allemagne  | 2 - 1  | 5 - 4  | 12 - 11 |
| 3e  | Suède      | 2 - 1  | 5 - 4  | 11 - 10 |
| 4e  | États-Unis | 0 - 3  | 3 - 6  | 9 - 13  |

#### Matchs détaillés
|  | Équipe 1  | Score | Équipe 2 |  |
|  | Allemagne | 2 – 1 | Suède    |  |

| Ordre des matchs | Joueurs           | Points au premier set | Points au second set | Points au troisième set |
| ---------------- | ----------------- | --------------------- | -------------------- | ----------------------- |
| 1                | Rainer Schüttler  | 4                     | 62                   |                         |
| 1                | Mikael Tillström  | 6                     | 7                    |                         |
|                  |                   |                       |                      |                         |
| 2                | Tommy Haas        | 5                     | 6                    | 6                       |
| 2                | Thomas Enqvist    | 7                     | 2                    | 2                       |
|                  |                   |                       |                      |                         |
| 3                | Haas - Prinosil   | 6                     | 6                    |                         |
| 3                | Kulti - Tillström | 2                     | 2                    |                         |

|  | Équipe 1  | Score | Équipe 2   |  |
|  | Slovaquie | 2 – 1 | États-Unis |  |

| Ordre des matchs | Joueurs          | Points au premier set | Points au second set | Points au troisième set |
| ---------------- | ---------------- | --------------------- | -------------------- | ----------------------- |
| 1                | Karol Kučera     | 6                     | 6                    |                         |
| 1                | Vincent Spadea   | 3                     | 3                    |                         |
|                  |                  |                       |                      |                         |
| 2                | Dominik Hrbatý   | 0                     | 6                    | 6                       |
| 2                | Pete Sampras     | 6                     | 4                    | 4                       |
|                  |                  |                       |                      |                         |
| 3 (sans enjeu)   | Hrbatý - Krošlák | 1                     | 62                   |                         |
| 3 (sans enjeu)   | Palmer - O'Brien | 6                     | 7                    |                         |

|  | Équipe 1  | Score | Équipe 2   |  |
|  | Allemagne | 2 – 1 | États-Unis |  |

| Ordre des matchs | Joueurs          | Points au premier set | Points au second set | Points au troisième set |
| ---------------- | ---------------- | --------------------- | -------------------- | ----------------------- |
| 1                | Rainer Schüttler | 7                     | 3                    | 6                       |
| 1                | Vincent Spadea   | 5                     | 6                    | 1                       |
|                  |                  |                       |                      |                         |
| 2                | Tommy Haas       | 7                     | 6                    |                         |
| 2                | Pete Sampras     | 5                     | 2                    |                         |
|                  |                  |                       |                      |                         |
| 3 (sans enjeu)   | Haas - Prinosil  | 63                    | 7                    | 3                       |
| 3 (sans enjeu)   | Palmer - O'Brien | 7                     | 65                   | 6                       |

|  | Équipe 1 | Score | Équipe 2  |  |
|  | Suède    | 2 – 1 | Slovaquie |  |

| Ordre des matchs | Joueurs           | Points au premier set | Points au second set | Points au troisième set |
| ---------------- | ----------------- | --------------------- | -------------------- | ----------------------- |
| 1                | Magnus Norman     | 3                     | 7                    | 6                       |
| 1                | Dominik Hrbatý    | 6                     | 65                   | 3                       |
|                  |                   |                       |                      |                         |
| 2                | Mikael Tillström  | 0                     | 2                    |                         |
| 2                | Karol Kučera      | 6                     | 6                    |                         |
|                  |                   |                       |                      |                         |
| 3                | Kulti - Tillström | 6                     | 7                    |                         |
| 3                | Hrbatý - Krošlák  | 4                     | 64                   |                         |

|  | Équipe 1 | Score | Équipe 2   |  |
|  | Suède    | 2 – 1 | États-Unis |  |

| Ordre des matchs | Joueurs           | Points au premier set | Points au second set | Points au troisième set |
| ---------------- | ----------------- | --------------------- | -------------------- | ----------------------- |
| 1                | Mikael Tillström  | 6                     | 6                    |                         |
| 1                | Vincent Spadea    | 3                     | 3                    |                         |
|                  |                   |                       |                      |                         |
| 2                | Magnus Norman     | 3                     | 4                    |                         |
| 2                | Pete Sampras      | 6                     | 6                    |                         |
|                  |                   |                       |                      |                         |
| 3                | Kulti - Tillström | 6                     | 4                    | 6                       |
| 3                | Palmer - O'Brien  | 3                     | 6                    | 3                       |

|  | Équipe 1  | Score | Équipe 2  |  |
|  | Slovaquie | 2 – 1 | Allemagne |  |

| Ordre des matchs | Joueurs          | Points au premier set | Points au second set | Points au troisième set |
| ---------------- | ---------------- | --------------------- | -------------------- | ----------------------- |
| 1                | Karol Kučera     | 6                     | 6                    |                         |
| 1                | Rainer Schüttler | 2                     | 2                    |                         |
|                  |                  |                       |                      |                         |
| 2                | Dominik Hrbatý   | 6                     | 4                    | 6                       |
| 2                | Tommy Haas       | 2                     | 6                    | 2                       |
|                  |                  |                       |                      |                         |
| 3 (sans enjeu)   | Hrbatý - Krošlák | 3                     | 6                    | 1                       |
| 3 (sans enjeu)   | Haas - Prinosil  | 6                     | 4                    | 6                       |

### Groupe rouge
| Russie - Marat Safin - Ievgueni Kafelnikov | Chili - Nicolás Massú - Marcelo Ríos - Hermes Gamonal | Australie - Patrick Rafter - Lleyton Hewitt - Richard Fromberg - Sandon Stolle | Espagne - Félix Mantilla - Alberto Martín - Albert Costa - Jairo Velasco Jr - Juan Ignacio Carrasco |

#### Classements
| #   | Équipe victorieuse | Adversaire | Score |
| 1er | Russie             | Chili      | 3 - 0 |
| 2e  | Australie          | Espagne    | 2 - 1 |
| 3e  | Russie             | Espagne    | 2 - 1 |
| 4e  | Australie          | Chili      | 3 - 0 |
| 5e  | Russie             | Australie  | 3 - 0 |
| 6e  | Espagne            | Chili      | 3 - 0 |

| #   | Pays      | Points | Matchs | Sets   |
| --- | --------- | ------ | ------ | ------ |
| 1re | Russie    | 3 - 0  | 8 - 1  | 16 - 2 |
| 2e  | Australie | 2 - 1  | 5 - 4  | 8 - 9  |
| 3e  | Espagne   | 1 - 2  | 5 - 4  | 9 - 7  |
| 4e  | Chili     | 0 - 3  | 0 - 9  | 1 - 16 |

#### Matchs détaillés
|  | Équipe 1 | Score | Équipe 2 |  |
|  | Russie   | 3 – 0 | Chili    |  |

| Ordre des matchs | Joueurs             | Points au premier set | Points au second set | Points au troisième set |
| ---------------- | ------------------- | --------------------- | -------------------- | ----------------------- |
| 1                | Marat Safin         | 7                     | 6                    |                         |
| 1                | Nicolás Massú       | 67                    | 4                    |                         |
|                  |                     |                       |                      |                         |
| 2                | Ievgueni Kafelnikov | 6                     | 7                    |                         |
| 2                | Marcelo Ríos        | 3                     | 5                    |                         |
|                  |                     |                       |                      |                         |
| 3 (sans enjeu)   | Safin - Kafelnikov  | 6                     | 6                    |                         |
| 3 (sans enjeu)   | Massú - Gamonal     | 3                     | 4                    |                         |

|  | Équipe 1  | Score | Équipe 2 |  |
|  | Australie | 2 – 1 | Espagne  |  |

| Ordre des matchs | Joueurs            | Points au premier set | Points au second set | Points au troisième set |
| ---------------- | ------------------ | --------------------- | -------------------- | ----------------------- |
| 1                | Patrick Rafter     | 2                     | 4                    |                         |
| 1                | Félix Mantilla     | 6                     | 6                    |                         |
|                  |                    |                       |                      |                         |
| 2                | Lleyton Hewitt     | 4                     |                      |                         |
| 2                | Albert Costa       | 1 ab.                 |                      |                         |
|                  |                    |                       |                      |                         |
| 3                | Hewitt - Stolle    | 6                     | 6                    |                         |
| 3                | Velasco - Carrasco | 2                     | 2                    |                         |

|  | Équipe 1 | Score | Équipe 2 |  |
|  | Russie   | 2 – 1 | Espagne  |  |

| Ordre des matchs | Joueurs             | Points au premier set | Points au second set | Points au troisième set |
| ---------------- | ------------------- | --------------------- | -------------------- | ----------------------- |
| 1                | Marat Safin         | 7                     | 6                    |                         |
| 1                | Alberto Martín      | 62                    | 1                    |                         |
|                  |                     |                       |                      |                         |
| 2                | Ievgueni Kafelnikov | 3                     | 3                    |                         |
| 2                | Félix Mantilla      | 6                     | 6                    |                         |
|                  |                     |                       |                      |                         |
| 3                | Safin - Kafelnikov  | 7                     | 6                    |                         |
| 3                | Velasco - Carrasco  | 65                    | 4                    |                         |

|  | Équipe 1  | Score | Équipe 2 |  |
|  | Australie | 3 – 0 | Chili    |  |

| Ordre des matchs | Joueurs         | Points au premier set | Points au second set | Points au troisième set |
| ---------------- | --------------- | --------------------- | -------------------- | ----------------------- |
| 1                | Patrick Rafter  | 4                     | 7                    | 6                       |
| 1                | Nicolás Massú   | 6                     | 64                   | 1                       |
|                  |                 |                       |                      |                         |
| 2                | Lleyton Hewitt  | 5                     |                      |                         |
| 2                | Marcelo Ríos    | 0 ab.                 |                      |                         |
|                  |                 |                       |                      |                         |
| 3 (sans enjeu)   | Hewitt - Stolle | 6                     | 6                    |                         |
| 3 (sans enjeu)   | Gamonal - Massú | 1                     | 0                    |                         |

|  | Équipe 1 | Score | Équipe 2  |  |
|  | Russie   | 3 – 0 | Australie |  |

| Ordre des matchs | Joueurs             | Points au premier set | Points au second set | Points au troisième set |
| ---------------- | ------------------- | --------------------- | -------------------- | ----------------------- |
| 1                | Marat Safin         | 6                     | 6                    |                         |
| 1                | Richard Fromberg    | 2                     | 4                    |                         |
|                  |                     |                       |                      |                         |
| 2                | Ievgueni Kafelnikov | 6                     | 6                    |                         |
| 2                | Lleyton Hewitt      | 1                     | 2                    |                         |
|                  |                     |                       |                      |                         |
| 3 (sans enjeu)   | Safin - Kafelnikov  | 6                     | 6                    |                         |
| 3 (sans enjeu)   | Rafter - Ríos       | 4                     | 1                    |                         |

|  | Équipe 1 | Score | Équipe 2 |  |
|  | Espagne  | 3 – 0 | Chili    |  |

| Ordre des matchs | Joueurs            | Points au premier set | Points au second set | Points au troisième set |
| ---------------- | ------------------ | --------------------- | -------------------- | ----------------------- |
| 1                | Alberto Martín     | 5                     |                      |                         |
| 1                | Nicolás Massú      | 0 ab.                 |                      |                         |
|                  |                    |                       |                      |                         |
| 2                | Félix Mantilla     | 6                     | 6                    |                         |
| 2                | Marcelo Ríos       | 4                     | 1                    |                         |
|                  |                    |                       |                      |                         |
| 3 (sans enjeu)   | Velasco - Carrasco | 6                     | 6                    |                         |
| 3 (sans enjeu)   | Gamonal - Massú    | 2                     | 3                    |                         |

## Finale
La finale de la World Team Cup 2000 se joue entre la Slovaquie et la Russie.
|  | Équipe 1  | Score | Équipe 2 |  |
|  | Slovaquie | 3 – 0 | Russie   |  |